# William Anderson (Mediziner)

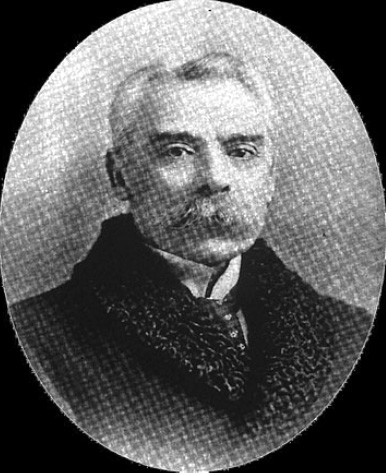
William Anderson

William Anderson FRCS, MRCS, LRCP (* 18. Dezember 1842 in Shoreditch/London; † 27. Oktober 1900 in London) war ein britischer Chirurg, Professor für Anatomie und bedeutender Sammler japanischer Kunst.

## Werdegang und Werk
Anderson ging nach dem Besuch der City of London School zum Medizinstudium zunächst nach Aberdeen, danach an die Lambeth School of Art in London. 1864 arbeitete er am Londoner St Thomas’ Hospital unter Sir John Simon und Wilfrid Le Gros Clark. 1873 wurde er Professor für Anatomie und Chirurgie am Imperial Naval Medical College in Tokio. 1880 ging Anderson zurück nach London, wo er Assistenzchirurg am St Thomas’ Hospital und Senior Lecturer für Anatomie wurde. 1891 wurde er Chefchirurg und Hunterian Professor für Chirurgie und Pathologie, sowie Professor für Anatomie an der Royal Academy.
Während seiner Zeit begann Anderson mit dem Aufbau eine Sammlung japanischer Kunst, die Bilder, Stiche, Radierungen und illustrierten Büchern bestand. Sie Sammlung verkaufte er später an das British Museum. Es war zu dieser Zeit eine der besten Sammlungen japanischer Kunst in Europa.
1898 beschrieb Anderson erstmals einen Patienten mit Angiokeratomen, die durch eine offensichtlich bisher unbekannte Krankheit hervorgerufen wurden. Seine Veröffentlichung erfolgte im selben Jahr wie die von Johannes Fabry, der einen Patienten mit derselben Krankheit beschrieb. Die Krankheit wird heute als Morbus Fabry oder, nach beiden Erstbeschreibern, Fabry-Anderson-Krankheit bezeichnet.
Anderson war mit seit 1873 mit Margaret Hall verheiratet. Mit ihr hatte er einen Sohn und eine Tochter. Am 27. Oktober 1900 verstarb er an einer Sehnenfadenruptur (Ruptur einer Chordae tendineae der Mitralklappe des Herzens).

## Veröffentlichungen (Auswahl)
- W. Anderson, Aiko Mabuchi: The Pictorial Arts of Japan. Neuauflage, 2008, ISBN 4-861-66028-9
- W. Anderson: The Deformities of the Fingers and Toes. Neuauflage, Nabu Press, 2010, ISBN 1-177-93480-9

## Weiterführende Literatur
- P. Beighton, G. Beighton: The man behind the syndrome. Springer-Verlag, 1986, ISBN 0-387-16218-6, S. 53f.